# Holzminden
Holzminden (phát âm tiếng Đức: [hɔltsˈmɪndən]) là một town in southern Niedersachsen, Đức. Đô thị Holzminden có diện tích 88,25 km², dân số thời điểm ngày 31 tháng 12 năm 2006 là 23.502 người. Đây là thủ phủ của huyện Holzminden. Đô thị này nằm bên sông Weser, nơi đây là ranh giới với North Rhine-Westphalia.

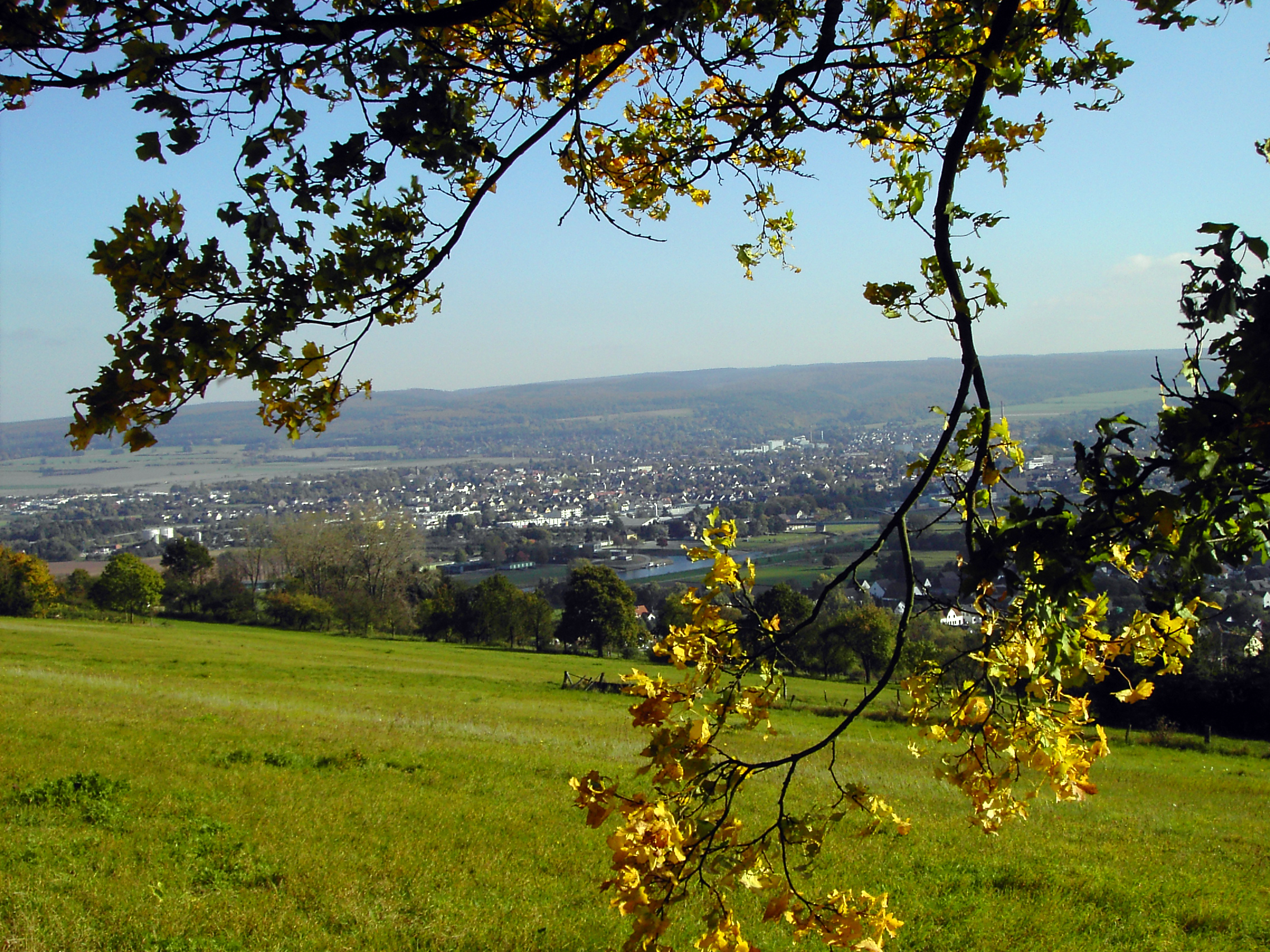
Hình ảnh thị xã vào mùa Thu